# Clamator
Clamator és un gènere d'ocells de la família dels cucúlids (Cuculidae).

## Distribució i hàbitat
Els cucuts Clamator es troben en les zones més càlides del sud d'Europa i Àsia, i a l'Àfrica, al sud del desert del Sàhara. Es tracta d'ocells d'hàbitats càlids i oberts, però algunes espècies són almenys parcialment migratòries, sortint cap a zones més càlides i humides a l'hivern.
Es tracta de cucuts grossos, mínim 33 cm de llarg, amb ales amples i cues llargues i estretes. Tenen un estampat sorprenent amb plomatge negre, blanc i marró. Els sexes són semblants, però els plomatges juvenils són diferents. Les dues espècies africanes també tenen colors diferents, clar i fosc.
Tots els cucuts Clamator són paràsits de posta, que ponen un únic ou als nius d'hostes de mida mitjana, com ara garses, estornells, corbs, segons la ubicació. A diferència del cucut comú, ni la femella ni el pollet de l'espècie Clamator desallotgen els ous de l'hoste, però les cries de l'hoste sovint moren perquè no poden competir amb èxit amb el cucut per menjar.

## Taxonomia
El gènere va ser erigit pel naturalista alemany Johann Jakob Kaup el 1829 amb el cucut reail europeu (Clamator glandarius) com a espècie tipus. El nom «clamator» és llatí per “el qui crida” de «clamare», “cridar”.
Anàlisis de l'ADN mitocondrial situen Clamator en un clade junt amb Phaenicophaeus, proper a Coccyzus i Coccycua i no dins dels Cuculins. Aquest clade inclouria Oxylophus, Coccystes i Melanolophus
Segons la Classificació del Congrés Ornitològic Internacional (versió 14.2, 2024) aquest gènere està format per 4 espècies:
- cucut reial oriental (Clamator coromandus).
- cucut reial europeu (Clamator glandarius).
- cucut reial jacobí (Clamator jacobinus).
- cucut reial de Levaillant (Clamator levaillantii).